# Hyphessobrycon pulchripinnis
Hyphessobrycon pulchripinnis o Tetra Limón es una especie de pez de la familia Characidae en el orden de los Characiformes.

## Morfología
Los machos pueden llegar alcanzar los 3,8 cm de longitud total y las hembras 3,6.
- El peso máximo 1,4 g.[1][2]

## Alimentación
Come gusanos, crustáceos y materia vegetal.

## Hábitat
Vive en zonas de clima tropical entre 23 °C - 28 °C de temperatura.

## Distribución geográfica
Se encuentran en Sudamérica: cuenca del río Tapajós.